# Montaillé
Montaillé és un municipi francès situat al departament del Sarthe i a la regió de País del Loira. L'any 2007 tenia 544 habitants.

## Demografia

### Població
El 2007 la població de fet de Montaillé era de 544 persones. Hi havia 218 famílies de les quals 48 eren unipersonals (32 homes vivint sols i 16 dones vivint soles), 69 parelles sense fills, 85 parelles amb fills i 16 famílies monoparentals amb fills.
La població ha evolucionat segons el següent gràfic:
Habitants censats

### Habitatges
El 2007 hi havia 278 habitatges, 221 eren l'habitatge principal de la família, 40 eren segones residències i 17 estaven desocupats. 265 eren cases i 9 eren apartaments. Dels 221 habitatges principals, 148 estaven ocupats pels seus propietaris, 72 estaven llogats i ocupats pels llogaters i 1 estava cedit a títol gratuït; 16 tenien dues cambres, 47 en tenien tres, 72 en tenien quatre i 86 en tenien cinc o més. 143 habitatges disposaven pel capbaix d'una plaça de pàrquing. A 100 habitatges hi havia un automòbil i a 107 n'hi havia dos o més.

### Piràmide de població
La piràmide de població per edats i sexe el 2009 era:
| Homes | Edats   | Dones |
| ----- | ------- | ----- |
| 0     | 95 o +  | 4     |
| 0     | 90 a 94 | 4     |
| 4     | 85 a 89 | 4     |
| 4     | 80 a 84 | 0     |
| 4     | 75 a 79 | 12    |
| 24    | 70 a 74 | 20    |
| 12    | 65 a 69 | 16    |
| 8     | 60 a 64 | 0     |
| 12    | 55 a 59 | 8     |
| 12    | 50 a 54 | 24    |
| 20    | 45 a 49 | 4     |
| 28    | 40 a 44 | 28    |
| 4     | 35 a 39 | 20    |
| 16    | 30 a 34 | 4     |
| 32    | 25 a 29 | 24    |
| 12    | 20 a 24 | 8     |
| 16    | 15 a 19 | 12    |
| 16    | 10 a 14 | 28    |
| 16    | 5 a 9   | 12    |
| 32    | 0 a 4   | 12    |

## Economia
El 2007 la població en edat de treballar era de 354 persones, 275 eren actives i 79 eren inactives. De les 275 persones actives 255 estaven ocupades (145 homes i 110 dones) i 20 estaven aturades (6 homes i 14 dones). De les 79 persones inactives 27 estaven jubilades, 24 estaven estudiant i 28 estaven classificades com a «altres inactius».

### Ingressos
El 2009 a Montaillé hi havia 230 unitats fiscals que integraven 557 persones, la mediana anual d'ingressos fiscals per persona era de 16.084 €.

### Activitats econòmiques
Dels 13 establiments que hi havia el 2007, 2 eren d'empreses alimentàries, 2 d'empreses de fabricació d'altres productes industrials, 1 d'una empresa de construcció, 2 d'empreses de comerç i reparació d'automòbils, 2 d'empreses d'hostatgeria i restauració i 4 d'empreses de serveis.
Dels 2 establiments de servei als particulars que hi havia el 2009, 1 era una lampisteria i 1 restaurant.
L'únic establiment comercial que hi havia el 2009 era una fleca.
L'any 2000 a Montaillé hi havia 39 explotacions agrícoles que ocupaven un total de 2.686 hectàrees.

## Equipaments sanitaris i escolars
El 2009 hi havia una escola elemental integrada dins d'un grup escolar amb les comunes properes formant una escola dispersa.

## Poblacions més properes
El següent diagrama mostra les poblacions més properes.